# Lee Daniels (homme politique)
Pour les articles homonymes, voir Lee Daniels et Daniels.
Lee A. Daniels (né le 15 avril 1942 à Lansing), est un ancien représentant du 46e district à la chambre des représentants de l'Illinois de 1975 à 2006.
Daniels est le speaker (en) de chambre des représentants de l'Illinois de 1995 à 1997. Lee Daniels est également le chef des Républicains de cette chambre à deux reprises, de 1983 à 1995 puis de 1997 à 2003.